# Egospòtamos
Egospòtamos o Egospòtams (en llatí, Aegospotami; en grec antic, Αἰγὸς Ποταμοί) va ser un riu del Quersonès Traci, a la vora d'una ciutat amb el mateix nom.
A prop d'aquest riu, l'espartà Lisandre va derrotar la flota d'Atenes l'any 405 aC, en una batalla que va posar fi poc després a la guerra del Peloponès.
L'antiga ciutat grega que va dur aquest nom potser no existia en el moment de la batalla, ja que Plutarc i Diodor de Sicília diuen que la tria del lloc va ser un error per part dels estrategs atenesos, perquè no tenien a la vora cap lloc on trobar subministraments. De totes maneres, se'n testifica l'existència per les monedes dels segles v i iv aC, i per la menció que en fa Estrabó.
Egospòtamos es troba als Dardanels, al nord-est de la moderna ciutat turca de Sütlüce (l'antiga Galàcia de Tràcia).